# Trini de Figueroa
Trinidad de Figueroa y Gómez més coneguda com a Trini de Figueroa (17 de maig de 1918, València - 7 de gener de 1972, Illa d'Eivissa) fou una escriptora espanyola de novel·les sentimentals entre 1946 i 1972. Ella va morir a l'accident de vol602 de Iberia.

## Obres

### Signades com Trini de Figueroa
- Amor y orgullo (1946)
- París a sus pies (1946)
- Rebeldía justificada (1946)
- ¡Han vuelto nuestros cadetes! (1947)
- ¡Nadie toque a esta mujer! (1947)
- Drama en el aula (1947)
- La locura de un rapto (1947)
- Por un préstamo una esposa (1947)
- Prometida por seis días (1947)
- Cadenas del corazón (1948)
- Cruel estigma (1948)
- Déjame adorarte, Emperatriz (1948)
- El guardia contra el amor (1948)
- El hechizo de una voz (1948)
- Escándalo en la clínica (1948)
- La muchachita de Grenoch (1948)
- No quiero tu compasión (1948)
- Sahyli (1948)
- Su Majestad el Destino (1948)
- Torbellino de pasiones (1948)
- Una mentira apasionada (1948)
- A cambio de tres besos (1949)
- Como una esfinge (1949)
- Dos páginas en blanco (1949)
- El alma cincelada (1949)
- Entre mar y cielo (1949)
- Juventud redimida (1949)
- Las dos bodas de Regina (1949)
- Mi vida por la suya (1949)
- ¡Cobardía! (1950)
- ¡Si nunca volvieras...! (1950)
- Al declinar el sol (1950)
- Con destino prestado (1950)
- Si nunca volvieras… (1950)
- Solo tú, Verónica (1950)
- Sortilegio (1950)
- Sublime esclavitud (1950)
- Talismán de corazón (1950)
- Viviré para ti (1950)
- Bendito silencio (1951)
- Cenicienta sueña (1951)
- Encadenada (1951)
- La Cenicienta sueña (1951)
- La réplica de Sadie (1951)
- Quince margaritas (1951)
- Rompiendo el pasado (1951)
- Secreta tortura (1951)
- Castigo (1952)
- El otro rostro (1952)
- Frente al mar (1952)
- La bailarina de color (1952)
- Por la senda del honor (1952)
- Una sortija de rubíes (1952)
- Casada con una sombra (1953)
- Cátedra de honor (1953)
- Cenizas (1953)
- Día de exámenes (1953)
- En un castillo normando (1953)
- Espejismo (1953)
- Estrellas de plata (1953)
- Las tres Bradison (1953)
- Paraíso en tres etapas (1953)
- Paréntesis de inquietud (1953)
- Sagrado mandato (1953)
- Thaswa (1953)
- Un castillo normando (1953)
- ¡Calumnia! (1954)
- Adoración (1954)
- Amanda (1954)
- Conflicto pasional (1954)
- No puedo perdonarte (1954)
- Tu corazón y el mío (1954)
- Yo estoy contigo (1954)
- Atrás quedaba la vida (1955)
- Caminos de expiación (1955)
- El dominador (1955)
- Frente a la vida (1955)
- La luna fue culpable (1955)
- Pasión en la nieve (1955)
- Que nadie lo sepa (1955)
- Tus ojos embrujan (1955)
- Un beso para empezar (1955)
- Cobardía (1956)
- El castillo del silencio (1956)
- Escondida en el anónimo (1956)
- Ha nacido una mujer (1956)
- Hazel (1956)
- La sonrisa de porcelana (1956)
- Sígueme (1956)
- Dos años de tregua (1957)
- El escéptico soñador (1957)
- El secreto que se llevaron (1957)
- "La chica de la ""Vespa""" (1957)
- Maite querida (1957)
- No soy una pecadora (1957)
- Pelirroja (1957)
- Su último escándalo (1957)
- ¡Esos periódicos mienten! (1958)
- Calumnia (1958)
- Condena irremediable (1958)
- Corazón obstinado (1958)
- La brisa trae amores (1958)
- Querido gigantón (1958)
- Sueño peligroso (1958)
- Tengo miedo (1958)
- Vuelo dramático (1958)
- El delito de callar (1959)
- El destino va a París (1959)
- Fiscal, te equivocaste (1959)
- ¡Redimida! (1960)
- Mi corazón se vende (1960)
- Redimida (1960)
- Habla el más allá (1961)
- El diablo azul (1962)
- El error de Evelyn (1962)
- Pecosa y rebelde (1962)
- El honor no se subasta (1963)
- Yasmina (1963)
- El secreto de Ciceley Harlan (1964)
- Ella tenía un pasado (1964)
- En guardia contra el amor (1964)
- Nadie toque a esta mujer (1964)
- Pasión en tres etapas (1964)
- Aquí está el cielo (1965)
- Desde aquel beso (1965)
- Luz entre sombras (1965)
- Marcada (1965)
- Vuelven los cadetes (1965)
- ¡Que nadie lo sepa! (1966)
- Renace un corazón (1966)
- La gran lección (1967)
- Adiós, señor embajador… (1970)
- Demasiado bonita (1970)
- Guantes de terciopelo (1970)
- Un hombre sin ayer (1971)
- Mi querido gigantón (1980)
- Treinta días de Gloria (1980)
- Déjame adorarte (1981)
- El tesoro de Ciceley Harlan (1981)
- Un extraño préstamo (1981)
- Atrás queda la vida (1982)